# إيبستاد
إيبستاد (بالنرويجية: Ibestad)‏ هي بلدية في مقاطعة ترومس، النرويج. تعد جزءاً من منطقة هولوغالاند الوسطى. المركز الإداري للبلدية هي قرية هامنفيك. من بين بعض القرى الكبرى الأخرى في إيبستاد، إنغنيس، ولاوبستاد، ورولنيس، وسورولنيس، وسورفيكا، وأو.

## المناخ
يظهر الجدول التالي التغييرات المناخية على مدار السنة لإيبستاد:
| البيانات المناخية لـإيبستاد                | البيانات المناخية لـإيبستاد | البيانات المناخية لـإيبستاد | البيانات المناخية لـإيبستاد | البيانات المناخية لـإيبستاد | البيانات المناخية لـإيبستاد | البيانات المناخية لـإيبستاد | البيانات المناخية لـإيبستاد | البيانات المناخية لـإيبستاد | البيانات المناخية لـإيبستاد | البيانات المناخية لـإيبستاد | البيانات المناخية لـإيبستاد | البيانات المناخية لـإيبستاد | البيانات المناخية لـإيبستاد |
| الشهر                                      | يناير                       | فبراير                      | مارس                        | أبريل                       | مايو                        | يونيو                       | يوليو                       | أغسطس                       | سبتمبر                      | أكتوبر                      | نوفمبر                      | ديسمبر                      | المعدل السنوي               |
| ------------------------------------------ | --------------------------- | --------------------------- | --------------------------- | --------------------------- | --------------------------- | --------------------------- | --------------------------- | --------------------------- | --------------------------- | --------------------------- | --------------------------- | --------------------------- | --------------------------- |
| المتوسط اليومي °م (°ف)                     | −3.4 (25.9)                 | −3.1 (26.4)                 | −1.5 (29.3)                 | 1.6 (34.9)                  | 6.2 (43.2)                  | 10.0 (50.0)                 | 12.4 (54.3)                 | 11.9 (53.4)                 | 8.0 (46.4)                  | 3.9 (39.0)                  | −0.1 (31.8)                 | −2.4 (27.7)                 | 3.6 (38.5)                  |
| الهطول مم (إنش)                            | 89 (3.5)                    | 82 (3.2)                    | 66 (2.6)                    | 56 (2.2)                    | 42 (1.7)                    | 49 (1.9)                    | 63 (2.5)                    | 74 (2.9)                    | 99 (3.9)                    | 128 (5.0)                   | 97 (3.8)                    | 105 (4.1)                   | 950 (37.4)                  |
| المصدر: Norwegian Meteorological Institute |                             |                             |                             |                             |                             |                             |                             |                             |                             |                             |                             |                             |                             |